# قصر الملك عبد العزيز (المويه)
قصر الملك عبد العزيز في المويه أحد القصور التي بُنيت في عهد الملك عبدالعزيز آل سعود. يقع في بلدة المويه شمال شرق مدينة الطائف.

## موقع القصر
يقع القصر على بعد 185 كلم من مدينة الطائف، وقد اكتسب الموقع أهمية لكونه محطة توقف للملك عبد العزيز خلال تنقلاته بين الرياض ومكة المكرمة، ومن بعده ابنه الملك سعود ومحطة توقف أيضاً لوفود الدول والحجاج القادمين من مختلف أنحاء العالم.
تم بناء القصر في عام1357هـ من الحجارة على الطراز الإسلامي القديم وسط أطلال المنازل والبيوت الطينية، وقد خصص لإقامة «المؤسس» واستراحته في رحلاته وفي طريقه للحج أو العمرة أو في رحلاته الصيفية. وكانت أولى زياراته للقصر عام 1360هـ.
تقدر مساحة القصر بـ14900 متر مربع وهو محاط بسور بني من الحجارة السوداء الصلبة على ارتفاع 4.5 م وسمك 100 سنتيمتر، واعتمد في بنائه على تطبيق هوية المكان، بأسلوب نمط القصور السعودية قديماً.

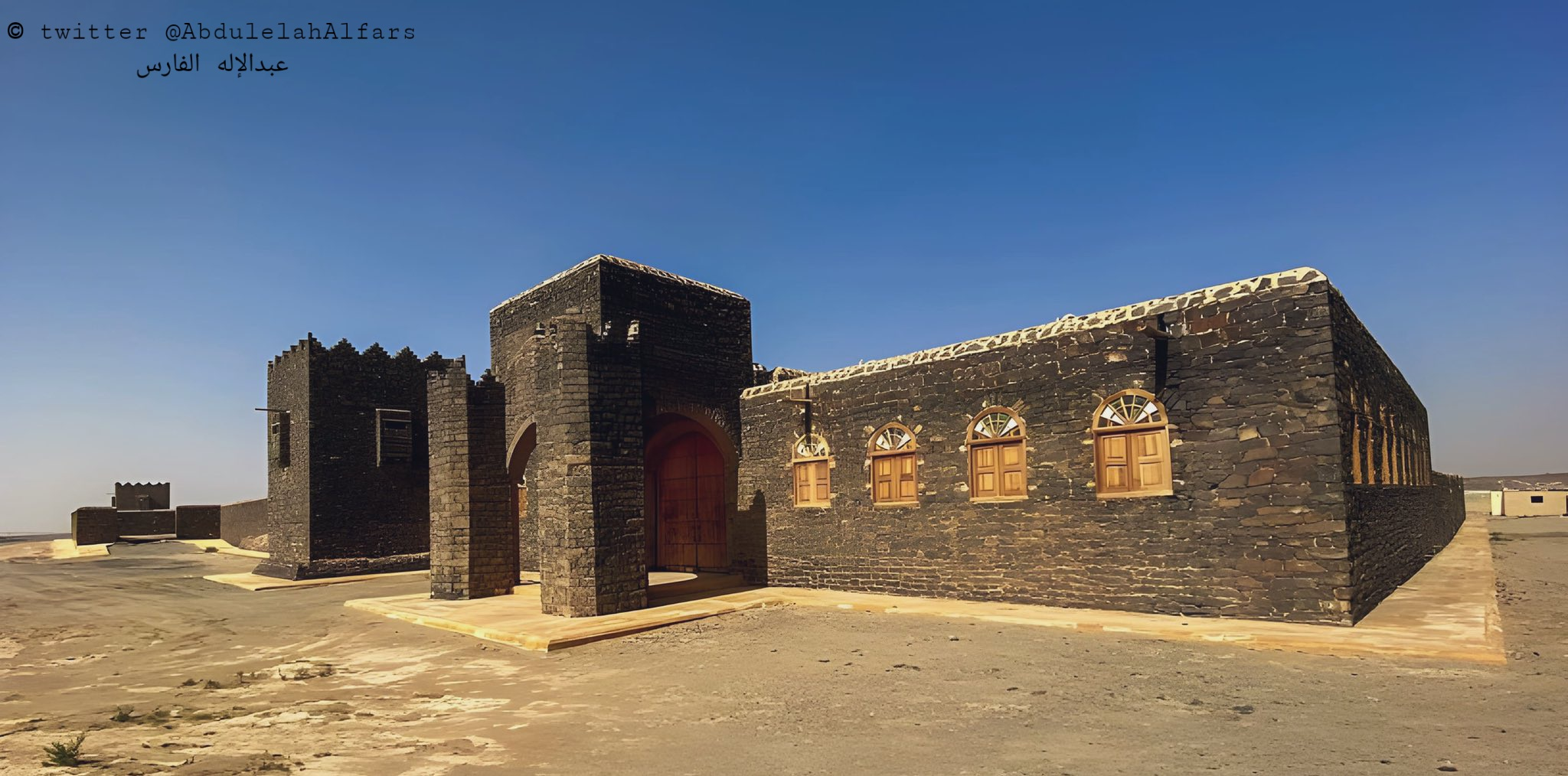
القصر من الخارج

## الأقسام الرئيسية للقصر
- - القصر الملكي
  - قصر الضيافة
  - محطة الوقود
  - داخل حدود القصرقصر الإمارة السكني
  - سكن العمال

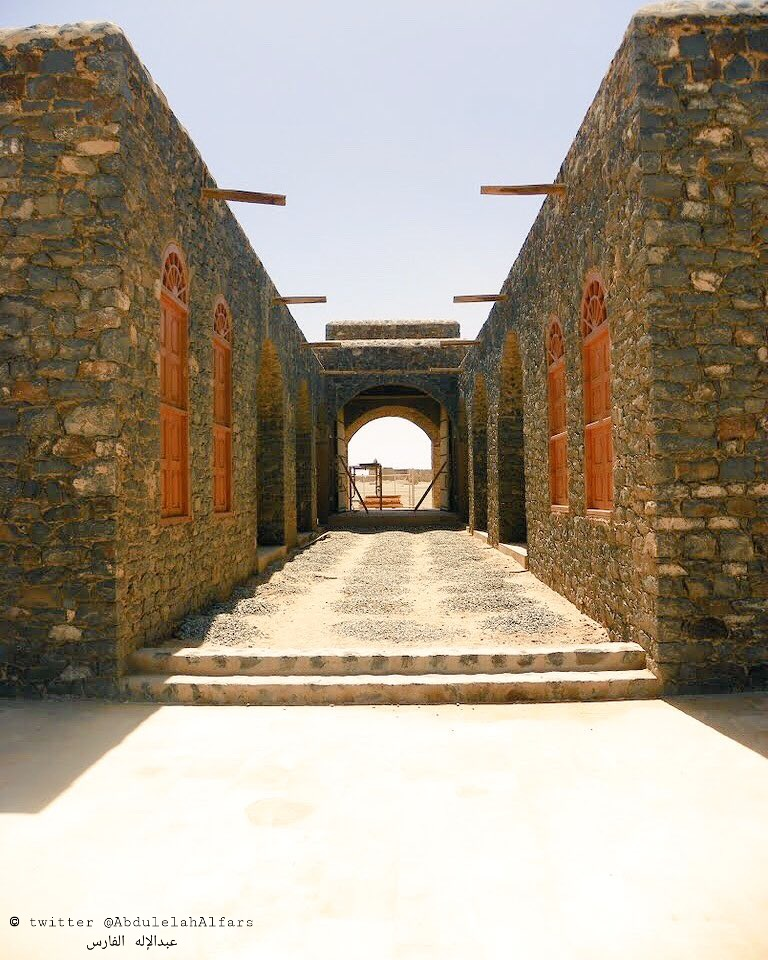
داخل حدود القصر

  - حظائر الأغنام ومستودع الأعلاف والحطب
  - قصر الإمارة الإداري
  - المسجد
  - مكتب القاضي
  - أبراج المراقبة
  - الآبار
  - الواجهات.[4]

## أقسام القصر[5]
- القصر الملكي: مبنى مستطيل الشكل يقع في الجهة الغربية من حرم القصر، ويتكون من مدخلين ويشمل صالة الطعام وغرفة النوم ودورة المياه والمجلس و19 دكة.
- قصر الضيافة: مبنى مستطيل يجاور القصر الملكي من الجهة الشرقية ويشكل مجموعة من الغرف تطل على فناء مكشوف له مدخل رئيس من الجهة الشمالية بعرض 3.4 أمتار . ويحتوي القصر على أبراج عدة وغرفتي إعداد القهوة وغرف سكن الضيوف والحراس والخدم ودورات مياه،
- مبنى يضم غرف سكن الضيوف والحراس والخدم ودورات المياه وغرفتي إعداد القهوة.
- أبراج مراقبة: حيث توجد ستة أبراج اثنان منها تعلو البوابتين الشمالية والجنوبية، والأربعة الأخرى في أركان القلعة لتأمين الحراسة والدفاع عن القصر،
- محطة الوقود: تقع خارج الضلع الجنوبي من القلعة كانت تستخدم في تعبئة وقود السيارات بطريقة المضخة اليدوية، وبجوارها سكن عمال المحطة،
- قصر الإمارة السكني: مبنى مستطيل الشكل يقع في منتصف القلعة، ويضم 6 غرف لسكن العائلة وغرفة معيشة ومجلس ودورات مياه.
- حظائر الأغنام ومستودع الأعلاف والحطب.
- قصر الإمارة الإداري.
- جامع متوسط الحجم.
- مكتب القاضي: يقع مكتب القاضي الذي يوجد في قصر الملك عبد العزيز في الجهة الشمالية من المسجد وهو مبنى مستطيل فيه ست غرف وصالة صغيرة وفناء وله خمسة مداخل
- الواجهات: يبلغ متوسط طول الواجهتين الشمالية الغربية والجنوبية الشرقية 155 مترًا كما يبلغ متوسط طول الواجهتين الجنوبية الغربية والشمالية الشرقية 120 متراً، ويصل متوسط ارتفاع الواجهات 4.5 أمتار فوق منسوب سطح الماء بينما تصل سماكة السور إلى 90 سنتيمترًا ويتوسط الباب الرئيس للقصر الواجهة الشمالية الغربية، وقد أنشئ باب آخر في الواجهة الجنوبية الشرقية يعد مدخلًا للإمارة وتوجد أربعة أبراج في الأركان كما يوجد اثنان أيضا فوق البوابات.

## النمط المعماري
تم تصميم القصر على نمط العمارة العربية السعودية المحلية بأشكال مختلفة مضمونها التحصين والدفاع وانتهى بأشكال تخضع لضوابط هندسية مميزة محاطة بسور من جميع الجهات بنيت من الحجارة السوداء على ارتفاع 4.5 متر و سمك 90 سم .

## معرض الصور

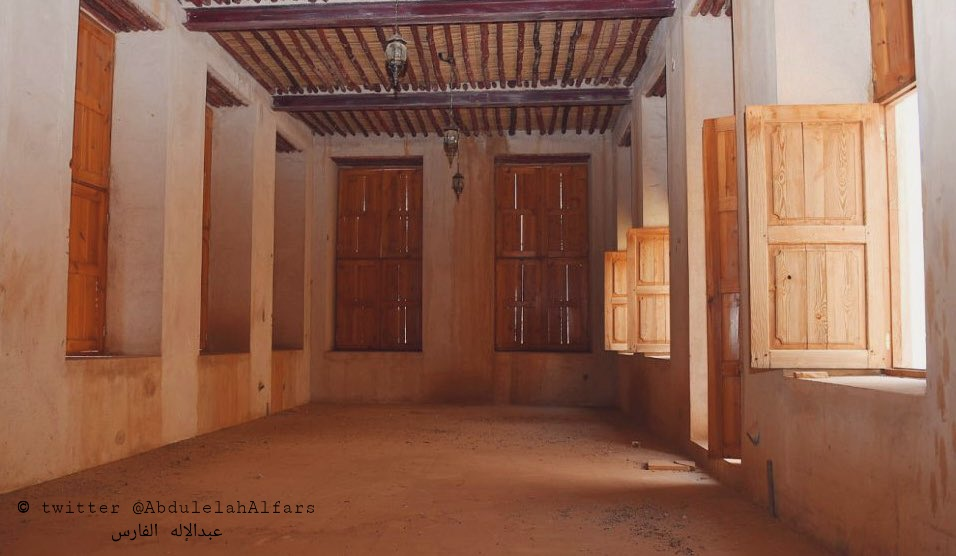
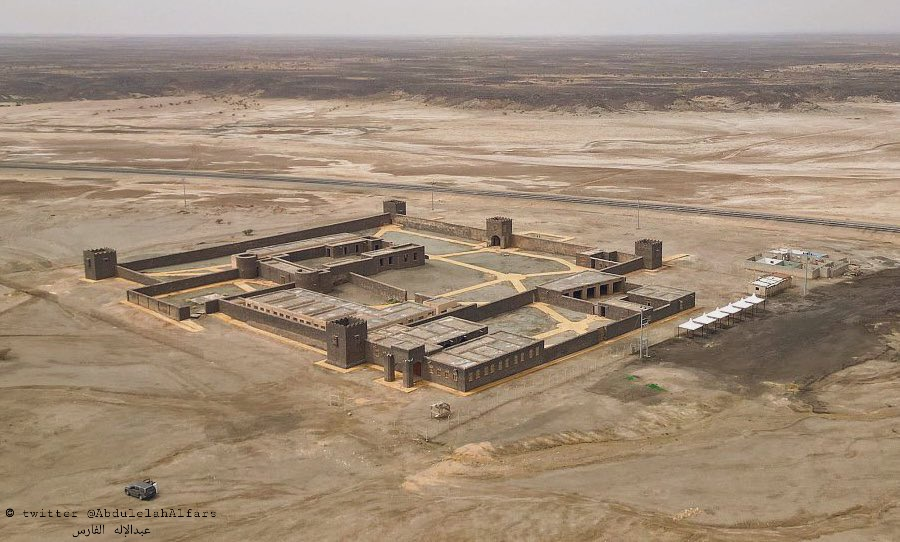

## وصلات خارجية
- قصر الملك عبد العزيز بالمويه إنجاز معماري في قلب الصحراء